# Flagge der Volksrepublik China
Die Flagge der Volksrepublik China wurde erstmals am 1. Oktober 1949 gehisst. Der offizielle Name der chinesischen Nationalflagge ist Rote Fahne (chinesisch 红旗, Pinyin hóngqí, vollständig: 五星红旗,  wǔxīng hóngqí – „Fünf-Sterne-Rote-Flagge“). Er wird auch als Name für die wichtigste ideologische Zeitung und für den größten chinesischen Kraftwagen verwendet.

## Beschreibung und Bedeutung

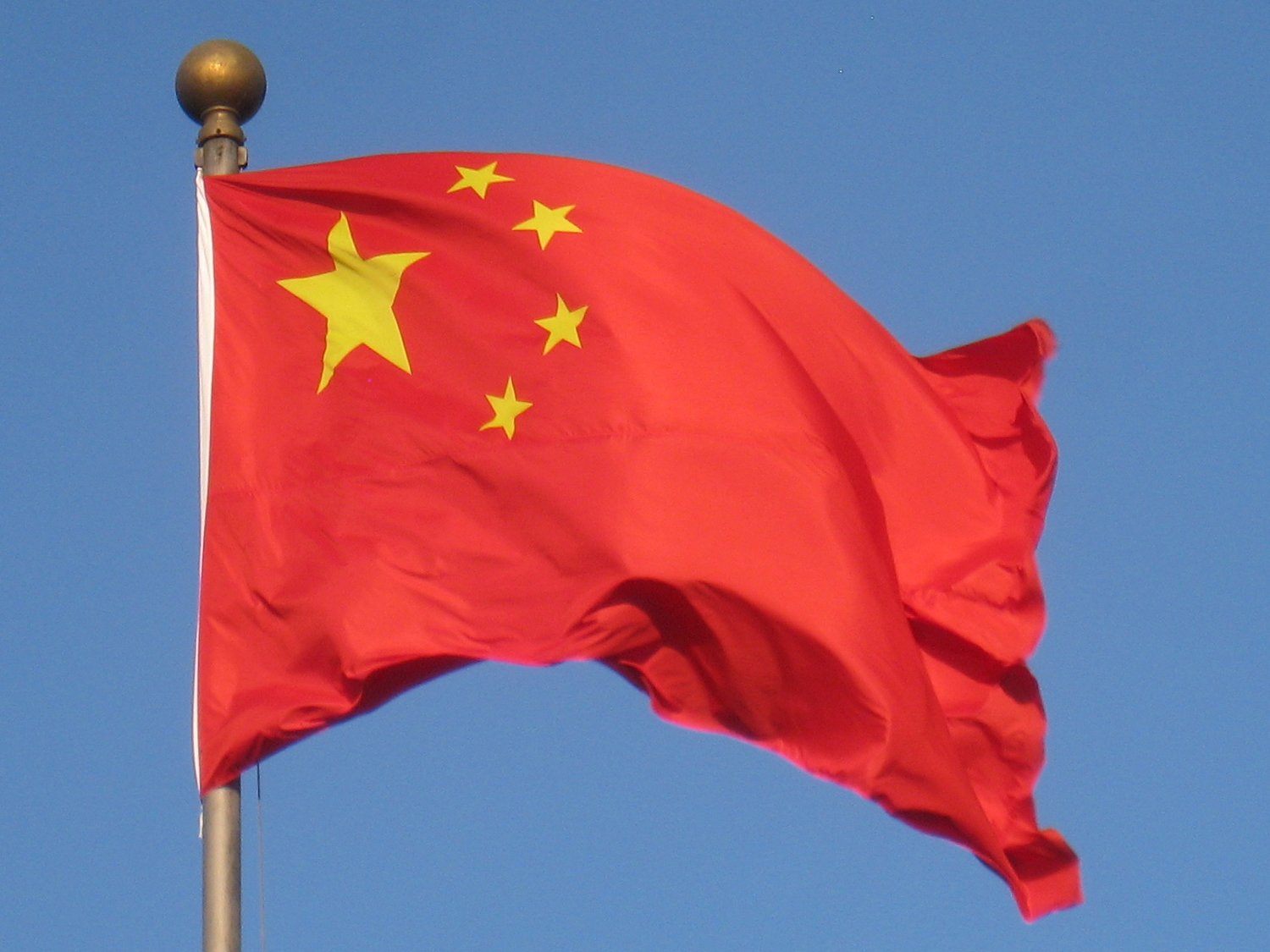
Flagge der Volksrepublik China, Peking

Grundfarbe ist das kommunistische Rot, zugleich auch die Farbe der Han-Chinesen. Zudem gilt es in China als Glücksfarbe. Im linken oberen Eck ist ein großer fünfzackiger gelber Stern, der bogenförmig von vier kleineren Sternen umrahmt wird.

Aufbau

Der große Stern symbolisiert die Führung der kommunistischen Partei, die kleineren Sterne stehen für die vier Klassen:
1. Arbeiter,
2. Bauern,
3. Kleinbürger,
4. die nationale Bourgeoisie. Unternehmer, die sich seit dem Krieg gegen Japan in den 30er und 40er Jahren auf die Seite der Kommunisten gestellt hatten.

Diese vier Begriffe kennzeichnete Mao Zedong in einer Rede aus dem Jahr 1949 als die vier Gruppierungen, aus denen sich das chinesische Volk zusammensetze. Die Anordnung der Sterne um den großen Stern, der die Mitte bildet, zeigt, dass sich die Einheit durch ein Zentrum bilden soll.
Zudem hat die Zahl fünf auch eine traditionelle Bedeutung. Traditionell spricht man von fünf Herrschern, fünf Farben, fünf Elementen, fünf Tugenden, fünf Sorten und historisch von fünf Teilen Chinas: das eigentliche China, die Mandschurei, die Mongolei, Xinjiang und Tibet.

## Geschichte
Drachen gelten in China seit Jahrtausenden als wichtige Glückssymbole. Der Drache war das kaiserliche Zeichen der Zhou-Dynastie von 1046-221 vor Christus und diente Ende des 19. Jahrhunderts auch als Emblem der Qing-Dynastie, der letzten Dynastie des Kaiserreichs China. Auch wenn auf der Flagge der Volksrepublik China nun keine Drachen mehr erscheinen, sind sie kulturell auch heute noch sehr bedeutsam und gelten sowohl in China selbst als auch international als Symbol der chinesischen Nation. Nach dem Sturz der Qing-Dynastie wurde 1912 die Republik China ausgerufen. Die Flagge der Republik China visualisierte das Prinzip der aus fünf Volksgruppen bestehenden Nation. Fünf Streifen unterschiedlicher Farbe standen für die Han, die Mandschu, die Mongolen, die Muslime oder Hui und die Tibeter. Yuan Shikai, der sich 1915 zum Kaiser proklamierte, setzte ein dominierendes rotes Schrägkreuz in die Flagge über die anderen vier Farben. Dies sollte die Herrschaft der Han über die anderen Völker Chinas symbolisieren. Als die chinesischen Provinzen gegen ihn rebellierten, löste sich sein Kaiserreich jedoch schnell wieder auf. Die 1928 neu gebildete Republik China wählte eine Flagge mit blauem Himmel, weißer Sonne und roter Erde. Diese Flagge wird heute noch auf Taiwan verwendet. Die 12 Strahlen der Sonne stellen die 12 Stunden der Uhr dar, an der sich jeglicher Fortschritt misst. Die Flagge der Republik China war auch Parteiflagge der chinesischen Nationalpartei Kuomintang, die von 1928 bis 1949 an der Macht war.

Flagge der Qing-Dynastie 1862–1889
Flagge der Qing-Dynastie 1889–1912
Staatsflagge der Republik China 1912–1928 (Fünf-Farben-Flagge, 五色旗, wǔsèqí)
Flagge des Kaiserreich China (1915–1916)
Variante mit griechischem Kreuz
Staatsflagge der Republik China ab 1928, seit 1949 nur auf Taiwan benutzt
Flagge des Jiangxi-Sowjet 1931–1934
Flagge der Chinesischen Sowjetrepublik 1935–1937

Mit der Machtergreifung durch die Kommunistische Partei Chinas und der Gründung der Volksrepublik China wurde auch eine neue Flagge eingeführt. Im Juli 1949 warb der Vorbereitungsausschuss der Politische Konsultativkonferenz des chinesischen Volkes in China und bei den Überseechinesen um Anregungen über eine Zeitung bei der Gestaltung der Nationalflagge. Sie sollte sich an Geographie, Nationalität, Geschichte und Kultur Chinas und kommunistischen Idealen orientieren. Sie sollte rechteckig sein, ein Seitenverhältnis von 2:3 aufweisen und hauptsächlich hellrot sein. Von den 3000 unterschiedlichen Entwürfen entschied man sich für den von Zeng Liansong 曾聯松, der bei der Agentur moderner Wirtschaft arbeitete. Liansongs Flagge zierten ursprünglich Hammer und Sichel in der Oberecke, daneben eine bogenförmige Umrahmung aus vier Sternen. Da man darin eine zu große Ähnlichkeit mit der Flagge der UdSSR sah, wurde stattdessen ein großer fünfzackiger Stern als Symbol der Kommunistischen Partei eingesetzt. Die vier Sterne rechts davon symbolisieren die von Mao Zedong benannten vier Klassen des chinesischen Volkes: Arbeiter, Bauern, Kleinbürger und Bourgeoisie. Diese Form der Nationalflagge ist seit der Gründung der Volksrepublik China unverändert geblieben. Mao Zedong und weitere Parteimitglieder bevorzugten anfangs die Gelbe-Fluss-Flagge mit dem Parteistern in der Oberecke und einem goldenen Balken als Symbol des Gelben Flusses, der Wiege der chinesischen Kultur. Schließlich kam man zu der Ansicht, der goldene Streifen könne als Symbol einer Teilung von Nation und Revolution gedeutet werden, so dass sich der Entwurf Zeng Liansongs als Nationalflagge der Volksrepublik China durchsetzte.
Bei den Olympischen Sommerspielen 2016 in Rio de Janeiro wurde anfänglich eine falsche Flagge für die Volksrepublik verwendet, bei der die Spitzen der kleinen Sterne nicht in Richtung des großen Sternes zeigten, sondern alle parallel nach oben. Dies führte zu einem offiziellen Protest der chinesischen Regierung bei den Veranstaltern.

## Flaggen der Sonderverwaltungszonen
Die Flaggen der beiden Sonderverwaltungszonen sind in Form und Gestaltung an die Nationalflagge der Volksrepublik China angelehnt, indem beide fünf Sterne enthalten.
| Flagge | Datum     | Benutzung        |
| ------ | --------- | ---------------- |
|        | seit 1997 | Flagge Hongkongs |
|        | seit 1999 | Flagge Macaus    |

## Dienstflaggen
Die Flagge der Volksbefreiungsarmee und ihrer Teilstreitkräfte beinhalten alle die stilisierten, chinesischen Schriftzeichen für den 1. August (8-1,  chinesisch 八一, Pinyin bā yī), das Datum ihrer Gründung. Der Stern steht hier für ihre Siege im langen Kampf zur Vertreibung fremder Mächte aus China und zur Einigung des Landes.
| Flagge | Benutzung                                      |
| ------ | ---------------------------------------------- |
|        | Flagge der Volksbefreiungsarmee, Kriegsflagge  |
|        | Flagge der Landstreitkräfte                    |
|        | Flagge der Luftstreitkräfte                    |
|        | Flagge der Marinestreitkräfte, Seekriegsflagge |